# Zurrón (recipiente)

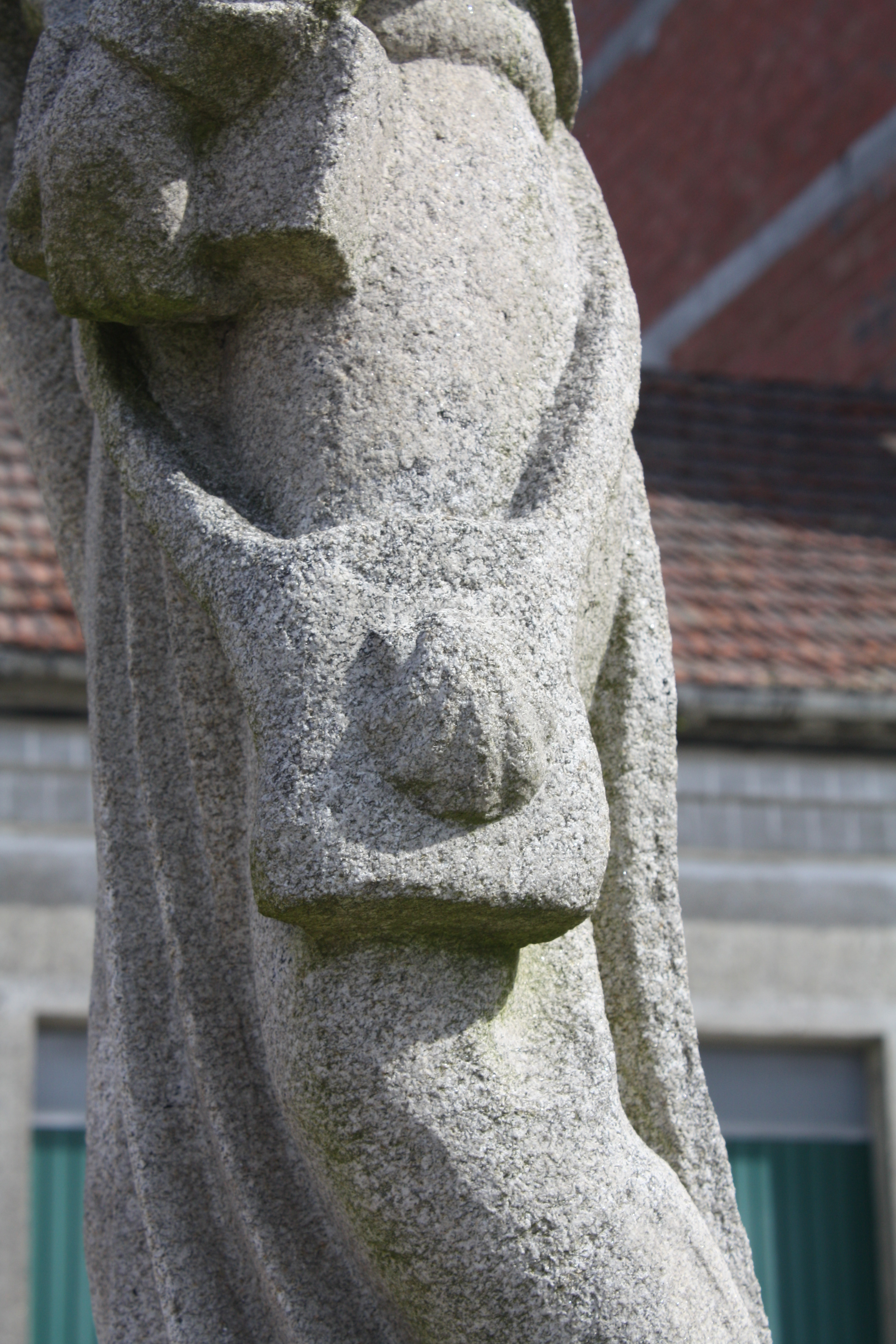
Detalle del zurrón en una estatua de un peregrino del Camino de Santiago, en Palas de Rey.

Zurrón (del euskera zorro, «saco») es un bolso con correa larga que se lleva colgando de un hombro, generalmente “en bandolera”, y que sirve como recipiente para transportar provisiones.
Diversos tipos de zurrón, comúnmente hechos de piel, han formado parte del ajuar tradicional de los pastores. Bolsos similares, en piel o de lona, se siguen usando en la caza y el excursionismo, aunque ha sido sustituido por la mochila de forma progresiva. El zurrón, en su forma y uso, ha inspirado la bolsa conocida como ‘bandolera’, un tipo de zurrón de calle y multiuso, considerado complemento de moda.